# Tatiana Matip
Tatiana Matip, née le 5 janvier 1983 à Edéa, est une actrice, productrice et scénariste camerounaise.

## Biographie

### Enfance et débuts
Tatiana Matip est née le 5 janvier 1983 à Edéa, dans le département de la Sanaga Maritime, dans la région du Littoral au Cameroun. Elle a fait tout son cursus scolaire dans sa ville natale ; d’abord à l’école annexe d’Edéa où elle obtient son certificat d’études primaires et élémentaires  en juin 1992, ensuite au lycée bilingue d’Edéa où elle obtient le brevet d’étude du premier cycle (BEPC) en août 1997 ; enfin au lycée classique d'Edéa où elle décroche le Baccalauréat série D en août 2001. Elle fait des études en biochimie l’Université de Yaoundé I.

### Carrière
Tatiana Matip fait ses premiers pas en tant que comédienne en 2001 après avoir lu une affiche d'appel à casting pour un film sur un mur de son université. Elle décide de se lancer vu qu'elle baigne dans l'univers du théâtre depuis la classe de 3ème. C'est à ce casting tenu au Centre culturel camerounais qu'elle fait la rencontre de Cyrille Masso. En 2006, elle est choisie pour jouer dans le film Confidences du réalisateur et producteur camerounais Cyrille Masso. S'ensuit alors plusieurs rôles dans plusieurs courts et longs métrages.
Tatiana Matip est la fondatrice du Tatian'Art Cine, une initiative visant à former des jeunes au jeu d'acteur, en écriture de scenario et en réalisation.
En 2019, elle apparait dans le long métrage Innocent(e) du réalisateur camerounais Frank Thierry Léa Malle.
Après quelques années de silence et d'absence des plateaux de tournages entre 2013 et 2018, elle entame un nouveau chapitre de sa carrière en 2018. En 2020, elle officie comme maîtresse de cérémonie de la 24e édition du festival Écrans noirs.
En novembre 2021, après avoir longtemps volé de ses propres ailes, elle décide de signer et de confier sa carrière à la maison de production Tara Group fondée et dirigée par Dieudonné Alaka. Elle décroche un rôle dans la célèbre série ivoirienne le futur est à nous où elle joue le rôle de la femme de Guetta ayant comme fille oleana Guetta qui est Diana Bouli.

## Filmographie
- Angels 2019 [8]
- Notre mouton bien aime 2014 [9]
- Oreilles (les) [10]
- Confidences 2006 [11]

### En tant qu'actrice
- 2007 : Confidences[12].
- 2009 : Les oreilles de Gilbert Babena[13].
- 2011 : La prochaine fois de Thierry Ntamack.
- 2013 : Mémoire de sang[14].
- 2016 : Glass House de Noella Ngunyam
- 2018 : Double jeu de Nathalie Andzea
- 2019 : Innocent (e).
- 2019 : Ne crains rien, je t'aime  de Thierry Ntamack
- Psykoz de Thierry Ntamack.
- Au bout de la nuit de Claudia Ndolo
- Sous le loup l’agneau de Reine Enane.

### En tant que réalisatrice
- Ta fille n'est pas ta femme (clip vidéo) de X-MALEYA écrit et coréalisé par Big Kloz.

- Il faut prévoir.

- Les monstres.

## Distinctions
- 2013:  Meilleure actrice du Cameroun cérémonie de la nuit du court métrage 2013
- 2007 : Prix spécial du jury fiction au Fespaco 2007 dans le film Confidences.
- 2019 : Meilleure actrice du Cameroun au Focaco awards et au festival Yarha 2019.
- 2023:Represente le Cameroun au Nollywood African Golden Awards en 2023.